# Rizeiella anatolica
Rizeiella anatolica là một loài Trichoptera trong họ Limnephilidae. Chúng phân bố ở miền Cổ bắc.